# Labena obscura
Labena obscura är en stekelart som beskrevs av Ian D. Gauld 2000. Labena obscura ingår i släktet Labena och familjen brokparasitsteklar. Inga underarter finns listade i Catalogue of Life.